# Turbonilla idothea
Turbonilla idothea är en snäckart. Turbonilla idothea ingår i släktet Turbonilla och familjen Pyramidellidae. Inga underarter finns listade i Catalogue of Life.